# Cá chào mào gai Châu Phi
Cá chào mào gai châu Phi (danh pháp khoa học: Peristedion cataphractum) là một loài cá trong họ Peristediidae.

## Phân bố và môi trường sống
Nó xuất hiện trên toàn biển Địa Trung Hải và tại vịnh Biscay đến Senegal của Địa Trung Hải.
Nó sống trên cát mềm hoặc bùn từ 50 đến 500 m (hiếm khi lên đến hơn 800 m). Phổ biến ở các vùng biển Ý.

## Hình ảnh

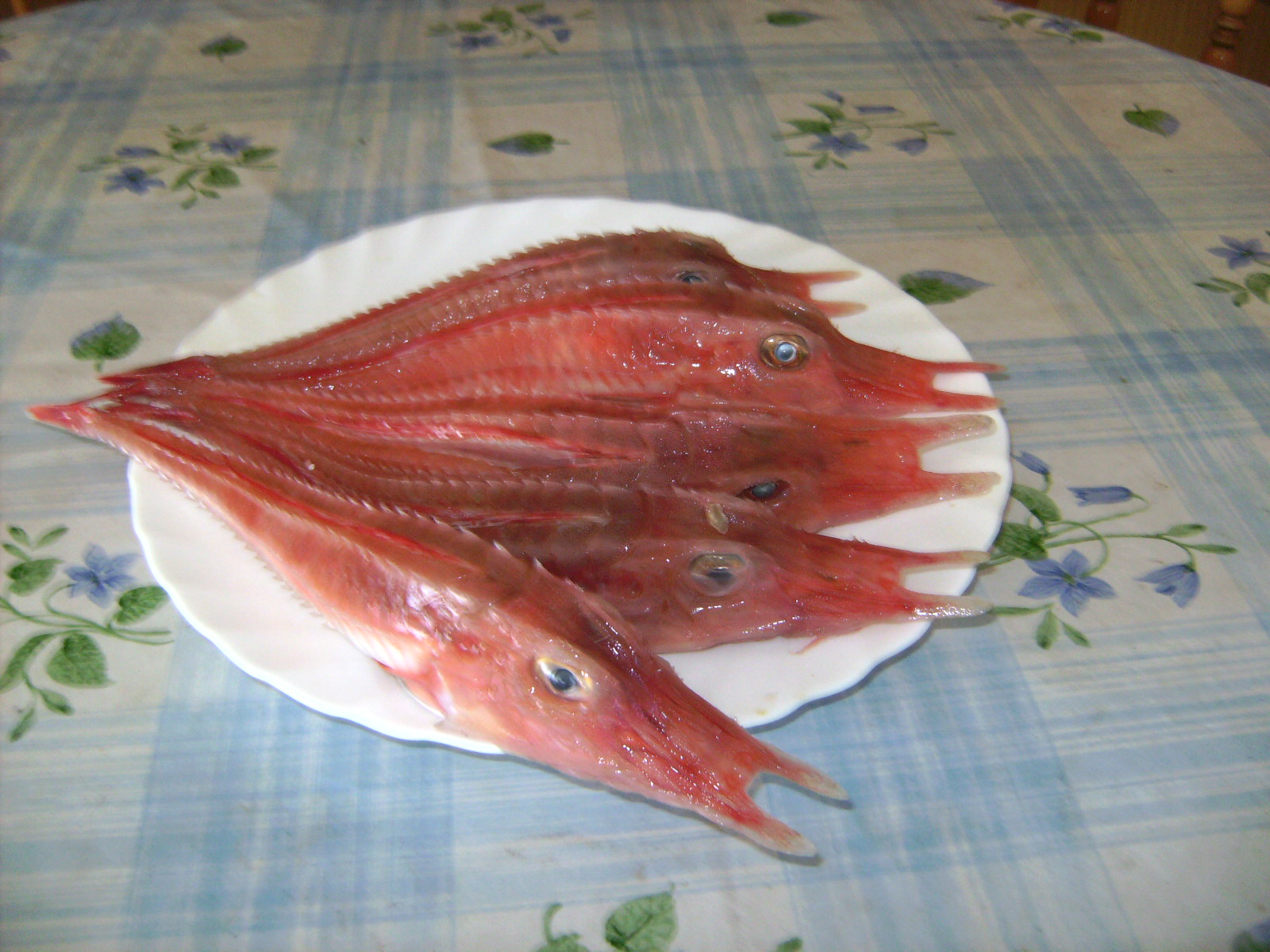